# 委內瑞拉卡拉卡斯聖殿
委内瑞拉卡拉卡斯圣殿（Templo de Caracas Venezuela）是耶稣基督后期圣徒教会的第96座圣殿，位于委內瑞拉的首都卡拉卡斯。委内瑞拉卡拉卡斯圣殿在1999年动工，2000年8月5日至12日对公众开放参观，并在2000年8月20日奉献。圣殿面积15,332平方英尺（1,424平方米）。

## 补充阅读
- Swensen, Jason, , Church News, Aug 26, 2000
- Swensen, Jason, , Church News, Oct 28, 2000
- Swensen, Jason, , Church News, Jan 25, 2003
- , Church News, Feb 1, 2010
- , Church News, Aug 4, 2012
- Weaver, Sarah Jane, , Church News, June 16, 2012